# Jonah Hill
Jonah Hill Feldstein (Los Angeles, 20 de dezembro de 1983) é um ator, produtor, diretor e roteirista norte-americano, mais conhecido por seus papéis em filmes de comédia. Foi indicado ao Oscar de melhor ator coadjuvante, pela sua atuação no filme dramático Moneyball (2012) e no filme The Wolf of Wall Street (2013).

## Biografia
Jonah Hill nasceu em Los Angeles, filho de Sharon Lyn, uma designer de guarda-roupa e estilista, e de Richard Feldstein, o contador da banda Guns N' Roses. Ele tinha um irmão mais velho, Jordan Feldstein (1977 - 2017), que era produtor musical e empresário, tendo sido empresário da banda Maroon 5 de 2002 até sua morte por embolia pulmonar, e tem uma irmã mais nova, Beanie Feldstein, que também é atriz. Os pais de Jonah são naturais de Long Island, Nova Iorque e a família passava férias nessa zona, em Catskill. Jonah é judeu, e teve uma cerimônia de Bar Mitzvah.
Jonah cresceu em Cheviot Hills, uma neighborhood privilegiada de Los Angeles, onde ainda vive. Ele frequentou a Center for Early Education, a Brentwood School e a Crossroads School em Santa Mónica. Depois de terminar o ensino secundário, frequentou a Bard College, a The New School e a Universidade de Colorado Boulder.
Em 2011, Jonah Hill surgiu em público bastante mais magro. Ele diz que perdeu peso para conseguir papéis mais sérios.

## Carreira
Jonah Hill começou a sua carreira a escrever peças de teatro que apresentava no bar Black and White em Nova Iorque. Estas peças tiveram algum sucesso a nível local e ajudaram-no a decidir seguir a área da representação. Jonah tornou-se amigo dos filhos do ator Dustin Hoffman, que o apresentaram ao seu pai. Hoffman encorajou-o a fazer uma audição para o filme I Heart Huckabees (2004) e foi neste filme, no papel de Bret, que Jonah se estreou no cinema.
No ano seguinte, Jonah conseguiu um pequeno papel na comédia The 40-Year-Old Virgin de Judd Apatow. A sua participação neste filme levou-o a conseguir o papel de Barry, um game tester virgem, na comédia Grandma's Boy, produzida por Adam Sandler. Em 2006, Jonah voltou a trabalhar com Sandler na comédia Click, onde interpretou o papel do seu filho com 17 anos e, em 2007, participou na comédia Knocked Up, escrita e realizada por Judd Apatow. No mesmo ano, Jonah teve o seu primeiro papel de protagonista na comédia Superbad, onde contracenou com Michael Cera. O filme, produzido por Judd Apatow e escrito por Seth Rogen e Evan Goldberg é baseado nas experiências que estes tiveram no liceu e lançou as carreiras dos seus protagonistas.

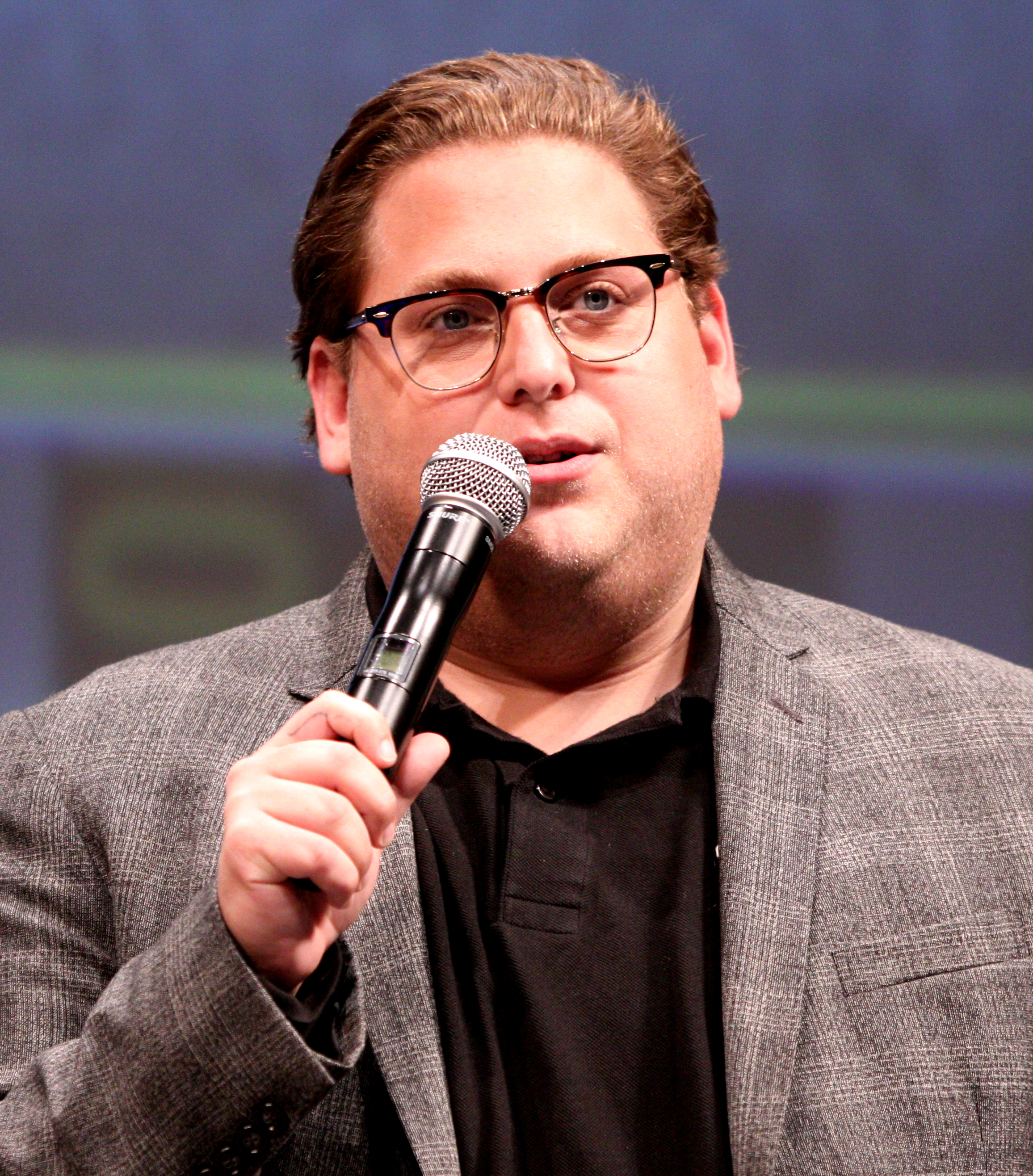
Jonah Hill na Comic Con em 2010.

Em novembro de 2007, Jonah deveria ter apresentado o programa Saturday Night Live, mas o seu episódio foi cancelado devido à greve dos argumentistas. Ele acabaria por apresentar um episódio alguns meses depois em março de 2008. Nesse ano, Jonah recusou um papel no filme The Hangover para poder trabalhar com os realizadores Jay e Mark Duplass na comédia dramática Cyprus. Em 2009, teve um papel secundário na comédia dramática Funny People, onde interpretou Leo e, ainda nesse ano, foi um dos produtores associados do mockumentary Brüno de Sacha Baron Cohen. Nesse ano participou ainda em filmes como The Invention of Lying de Ricky Gervais e Matthew Robinson e Night at the Museum 2. Fez também a dublagem da personagem Snotlout em How to Train Your Dragon e de Andy Hamilton no episódio "Pranks and Greens" de The Simpsons. Em 2010, protagonizou, com Russel Brand, a comédia Get Him to the Greek e fez a voz de Titan no filme de animação Megamente.
2011 marcou um ano de mudança na carreira de Jonah Hill, uma vez que teve o seu primeiro papel dramático no filme Moneyball, protagonizado por Brad Pitt. No filme, Jonah interpreta Peter Brand, um recém formado em economia de Yale que tem ideias radicais sobre como analisar os jogadores de beisebol. O seu desempenho valeu-lhe nomeações para os principais prémios do cinema, incluindo, os Globos de Ouro, BAFTA e Óscares na categoria de Melhor Ator Secundário.
No ano seguinte, protagonizou, com Channing Tatum, a comédia de ação 21 Jump Street, baseada na série homónima do final dos anos 1980. O filme foi um sucesso com a crítica e de bilheteira, arrecadando mais de 200 milhões de dólares a nível global. O sucesso do filme levou a que se produzisse uma continuação, 22 Jump Street, que foi lançada em 2014 e teve ainda mais sucesso, conseguindo uma receita global de cerca de 330 milhões de dólares.
Ainda em 2012, Jonah foi um dos protagonistas da comédia The Watch com Ben Stiller, Vince Vaughn e Richard Ayoade e teve um papel pequeno em Django Unchained de Quentin Tarantino e foi convidado para fazer parte da Motion Picture Association of America.
Em 2013, Jonah interpretou uma versão satírica de si próprio na comédia apocalíptica This is the End, escrita e realizada por Seth Rogen e Evan Goldberg. Este filme foi mais um dos sucessos da sua carreira com uma receita global de 126 milhões de dólares.

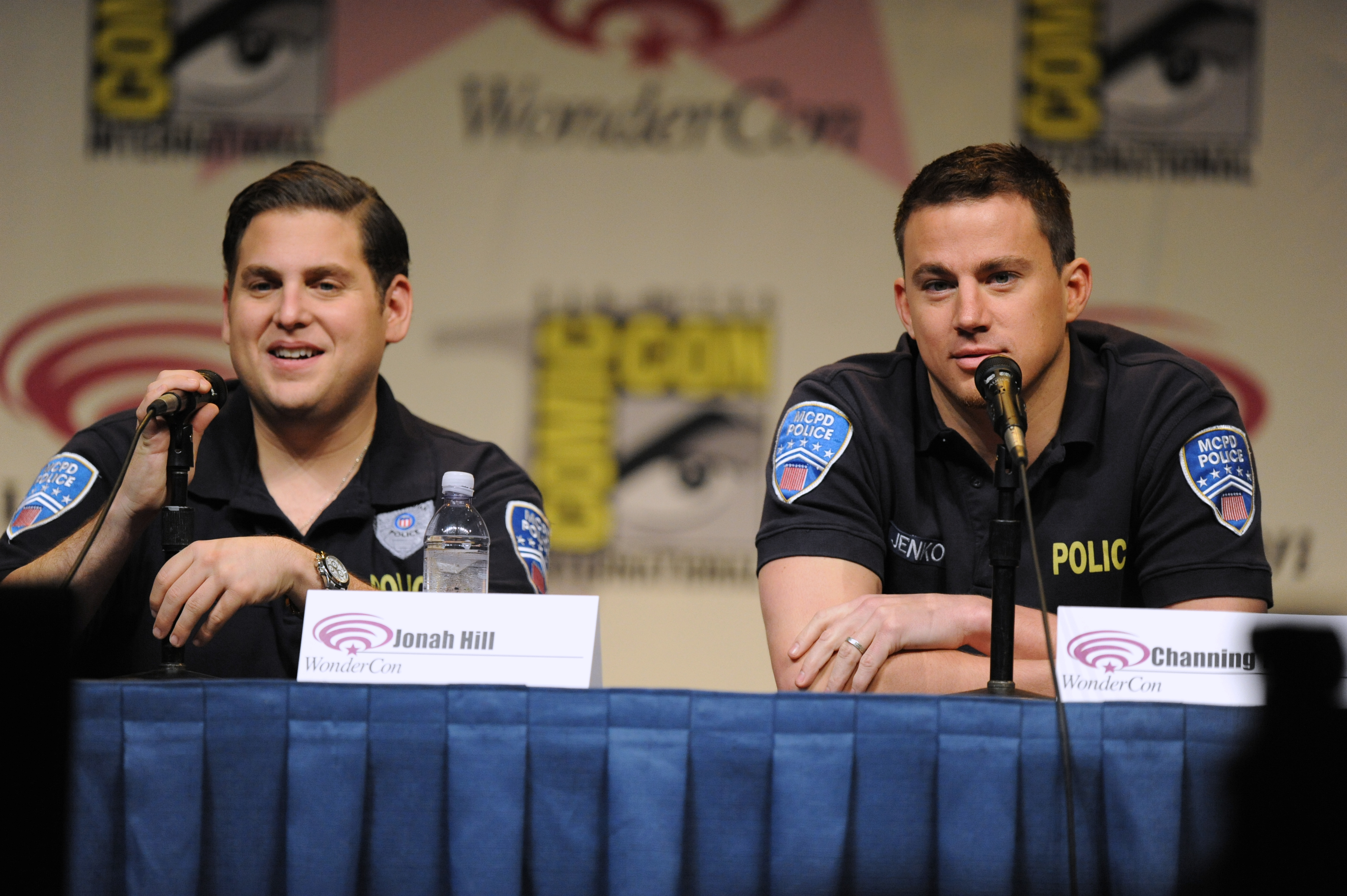
Jonah Hill com Channing Tatum a promover o filme 21 Jump Street.

No mesmo ano, Jonah interpretou um dos papéis de maior destaque no filme biográfico The Wolf of Wall Street do realizador Martin Scorsese. O seu papel de Donnie Azoff, o braço-direito da personagem de Leonardo DiCaprio, valeu-lhe a sua segunda nomeação para os Óscares. Numa entrevista com Howard Stern, Jonah disse que tinha recebido apenas 60 000 dólares pelo seu trabalho neste filme (o salário mínimo permitido pelo sindicato dos atores) e que "teria feito tudo" para conseguir um papel num filme de Martin Scorsese.
Em 2014, Jonah fez a voz de Green Lantern no filme de animação The Lego Movie. Em 2015, protagonizou o drama baseado em factos reais, True Story, no papel de Michael Finkel, um jornalista do New York Times que entrevista um homicida condenado (James Franco).
Em 2016, interpretou a personagem de Joe Silverman no filme Hail Caesar, realizado pelos irmãos Cohen. No mesmo ano, protagonizou, com Miles Teller, a comédia War Dogs que segue a história real de dois amigos que recebem 300 milhões de dólares do Pentágono para fornecerem armas aos aliados dos Estados Unidos no Afeganistão. Fez ainda a voz da personagem Carl no filme de animação para adultos, Sausage Party.
Os projetos futuros de Jonah Hill incluem o terceiro filme da saga 21 Jump Street, 23 MIB, que será um crossover com a saga Men in Black; e a série Maniac, baseada numa série norueguesa sobre dois pacientes de uma instituição de saúde mental que imaginam mundos irreais. A série será protagonizada por Jonah Hill e Emma Stone e transmitida pelo serviço de streaming Netflix.
Grande entusiasta da cultura Hip hop, em julho de 2019, Jonah dirigiu o clipe de "WAKE UP", do rapper Travis Scott.

## Filmografia

### Filmes
| Ano  | Título                                         | Papel                      | Título em Português                                                             |
| ---- | ---------------------------------------------- | -------------------------- | ------------------------------------------------------------------------------- |
| 2004 | I Heart Huckabees                              | Bret                       | br: Huckabees - A Vida é uma Comédia pt: Os Psico-Detectives                    |
| 2005 | The 40-Year-Old Virgin                         | Cliente do e-Bay           | br: O Virgem de 40 Anos pt: Virgem aos 40 Anos                                  |
| 2006 | Grandma's Boy                                  | Barry                      | br: O Queridinho da Vovó pt: O Matulão da Vovó                                  |
| 2006 | Click                                          | Ben Newman (aos 17)        | br/pt: Click                                                                    |
| 2006 | Accepted                                       | Sherman Schrader           | br: Aprovados pt: Admitido                                                      |
| 2006 | 10 Items or Less                               | Packy                      | br: Um Astro em Minha Vida pt: Máximo 10 Unidades                               |
| 2007 | Evan Almighty                                  | Eugene Tenanbaum           | br: A Volta do Todo Poderoso pt: Evan. o Todo-Poderoso                          |
| 2007 | Rocket Science                                 | Lionel                     | pt: Ciência Espacial                                                            |
| 2007 | Superbad                                       | Seth                       | br: Superbad - É Hoje pt: Super Baldas                                          |
| 2007 | Walk Hard: The Dewey Cox Story                 | Nate velho (Não creditado) |                                                                                 |
| 2007 | Knocked Up                                     | Jonah                      | br: Ligeiramente Grávidos pt: Um Azar do Caraças                                |
| 2008 | Strange Wilderness                             | Cozinheiro                 | br: Programa Animal pt: Grandes Animais                                         |
| 2008 | Forgetting Sarah Marshall                      | Matthew, o garçom          | br: Ressaca de Amor pt: Um Belo Par... de Patins                                |
| 2008 | Just Add Water                                 | Eddie                      | br: Virando a Mesa                                                              |
| 2008 | Emerson Park                                   | Dylan Machado              |                                                                                 |
| 2009 | Night at the Museum: Battle of the Smithsonian | Brandon, o segurança       | br: Uma Noite no Museu 2 pt: À Noite, no Museu 2 Não creditado                  |
| 2009 | Funny People                                   | Leo                        | br: Tá Rindo Do Quê? pt: Gente Gira                                             |
| 2009 | The Invention of Lying                         | Frank                      | br: O Primeiro Mentiroso pt: A Invenção da Mentira                              |
| 2009 | Brüno                                          | –                          | Produtor                                                                        |
| 2010 | How to Train Your Dragon                       | Melequento Jorgenson (voz) | br: Como Treinar o Seu Dragão pt: Como Treinares o Teu Dragão                   |
| 2010 | Get Him to the Greek                           | Aaron Green                | br: O Pior Trabalho do Mundo pt: É Muito Rock, Meu                              |
| 2010 | Cyrus                                          | Cyrus                      | br/pt: Cyrus                                                                    |
| 2010 | Megamind                                       | Titan/Hal Stewart          | br: Megamente pt: Megamind Voz                                                  |
| 2011 | "Gonna Get Over You"                           | Diretor                    | Videoclipe                                                                      |
| 2011 | Moneyball                                      | Peter Brand                | br: O Homem que Mudou o Jogo pt: Moneyball - Jogada de Risco                    |
| 2011 | The Sitter                                     | Noah Jaybird               | br: O Babá(ca) pt: A Desbunda                                                   |
| 2012 | 21 Jump Street                                 | Schmidt                    | br: Anjos da Lei pt: Agentes Secundários                                        |
| 2012 | The Watch                                      | Franklin                   | br: Vizinhos Imediatos de 3º Grau pt: Patrulha de Bairro                        |
| 2012 | Django Unchained                               | Bag Head #2                | br: Django Livre pt: Django Libertado                                           |
| 2013 | The Wolf of Wall Street                        | Donnie Azoff               | br/pt: O Lobo de Wall Street                                                    |
| 2013 | This is The End                                | Ele Mesmo                  | br: É o Fim pt: Isto é o Fim!                                                   |
| 2014 | The Lego Movie                                 | Green Lantern (Voz)        | br: Uma Aventura LEGO pt: O Filme Lego                                          |
| 2014 | How to Train Your Dragon 2                     | Melequento Jorgenson (voz) | br: Como Treinar o Seu Dragão 2 pt: Como Treinares o Teu Dragão 2               |
| 2014 | 22 Jump Street                                 | Schimidt                   | br: Anjos da Lei 2 pt: Agentes Universitários                                   |
| 2015 | True Story                                     | Michael Finkel             | br: A História Verdadeira pt: A Verdadeira História                             |
| 2016 | Hail, Caesar!                                  | Joe Silverman              | br: Avé, César! pt: Salve, César!                                               |
| 2016 | Sausage Party                                  | Carl (voz)                 | br: Festa da Salsicha pt: Salsicha Party                                        |
| 2016 | War Dogs                                       | Efraim Diveroli            | br: Cães de Guerra pt: Os Traficantes                                           |
| 2018 | How to Train Your Dragon: The Hidden World     | Melequento Jorgenson (voz) | br: Como Treinar o Seu Dragão 3 pt: Como Treinares o Teu Dragão: O Mundo Oculto |
| 2021 | Don't Look Up                                  | Jason Orlean               | br: Não Olhe para Cima pt: Não Olhem para Cima                                  |
| 2023 | You People                                     | Ezra Cohen                 | br: Certas Pessoas pt: Está Gente                                               |

### Televisão
| Ano  | Título                                | Papel                | Notas                             |
| ---- | ------------------------------------- | -------------------- | --------------------------------- |
| 2004 | NYPD Blue                             | Clerk                | Episódio "You're Buggin' Me"      |
| 2006 | Campus Ladies                         | Guy                  | 7 Episódios                       |
| 2007 | Wainy Days                            | Neil                 | (TV), Dois Episódios              |
| 2007 | Clark and Michael                     | Derek                | Episódio 8 "Writing Partners"     |
| 2007 | Human Giant                           | Weenie King Customer | Episódio "Ta Da"                  |
| 2009 | Reno 911!                             | Daniel               | Episódio "Training Day"           |
| 2009 | Tim and Eric Awesome Show, Great Job! | Jeffrey Simmons      | Episódio "Road Trip"              |
| 2009 | The Simpsons                          | Andy Hamilton        | Voz, Episódio "Pranks and Greens" |
| 2011 | Allen Gregory                         | Allen Gregory        | Voz                               |
| 2018 | Maniac                                | Owen Milgrim         | Elenco Principal                  |

## Prêmios e indicações
| Prêmios | Prêmios   | Prêmios            | Prêmios                         | Prêmios                  |
| Ano     | Resultado | Premiação          | Categoria                       | Título                   |
| ------- | --------- | ------------------ | ------------------------------- | ------------------------ |
| 2007    | Indicado  | Teen Choice Awards | Escolha de Cinema: Scream       | Accepted                 |
| 2008    | Indicado  | Teen Choice Awards | Escolha Ator de Cinema: Comédia | Superbad                 |
| 2008    | Indicado  | Teen Choice Awards | Escolha de Comediante           |                          |
| 2008    | Indicado  | MTV Movie Awards   | Performance Estreante           | Superbad                 |
| 2008    | Indicado  | MTV Movie Awards   | Melhor Performance Cômica       | Superbad                 |
| 2012    | Indicado  | Óscar              | Melhor Ator Coadjuvante         | O Homem Que Mudou O Jogo |
| 2012    | Indicado  | Globo de Ouro      | Melhor Ator Coadjuvante         | O Homem Que Mudou O Jogo |
| 2014    | Indicado  | Óscar              | Melhor Ator Coadjuvante         | O Lobo de Wall Street    |